# Katja Budanova
Jekaterina Vasiljevna Budanova (ryska: Екатерина Васильевна Буданова), även känd som Katja Budanova (ryska: Катя Буданова), född 7 december 1916, död 19 juli 1943, var en sovjetisk stridspilot under andra världskriget. Med sina elva segrar är hon en av de två kvinnliga sovjetiska ässen under kriget, där den andra är Lidia Litvjak.

## Ungdom
Budanova föddes 1916 i en lantbrukarfamilj i byn Konoplanka i guvernementet Smolensk. Under sitt arbete på flygfabriken i Moskva väcktes hennes intresse för flygning och hon fick genom en av Moskvas aeroklubbar tillhörig OSSOAVIACHIM utbildning som flyginstruktör vilket hon började arbeta som 1937. Genom sitt nya yrke kom hon därmed att delta i flera flygparader där hon flög den ensitsiga Jakovlev UT-1.

## Jaktflygare
Efter det tyska anfallet på Sovjet i juni 1941 blev hon uttagen till Marina Raskovas nya jaktflygsenhet 586 IAP. Sina första uppdrag som stridspilot flög hon i april 1942 över Saratov. I september samma år flyttades hennes enhet över till Stalingrad. De svåra förluster som divisionen lidit hade då lett till att det nu inte längre var enbart kvinnlig personal och i omstruktureringen ingick att 586:e blev omdöpt till 437 IAP.
I striderna över Stalingrad blev Budanova snart omtalad för sin aggressiva flygning och sin pilotskicklighet i hanteringen av sin Jakovlev Jak-1. Ofta verkar hon ha gett sig in i strider med dåliga odds, särskilt tre luftstrider omtalas i anteckningarna, bland annat striden här nedan med oddsen 1:13, en strid med styrkeförhållandet 2:13 och en 3:19.
Den 6 oktober samma år anföll hon ensam 13 Junkers Ju 88, och vann sin första seger. Månaden senare - i november, sänkte hon två Bf 109 och ytterligare en Ju 88. Under de följande månaderna följde flera segrar för henne och i januari 1943 blev hon tillsammans med vapensystern Litvjak överflyttad till elitenheten, 8:e arméns 73:e gardesjaktflygregemente, 73 Gv. IAP, där hon gavs rätt att jaga fiendeplan utan att be om tillåtelse från befäl. Den 23 februari 1943 belönades hon med Röda stjärnans orden.
Den 19 juli 1943 under en strid med tre Bf 109, vari hon sköt ner en av dem, blev hon själv träffad och omkom vid haveriet i närheten av staden Antratsyt i Luhansk oblast (östra hörnet av nuvarande Ukraina).

## Segrar och utmärkelser
I krigets kaos är det ofta svårt att föra en absolut säker statistik och det förekommer därför olika uppgifter om hur många plan som Budanova sköt ner, men de vanligaste uppgifterna är 11 segrar varav 6 individuella och 5 som grupp. 586:es arkivist Jekaterina Polunina, hävdar emellertid att Budanova sköt ner över 20 plan. Vid sin död hade hon belönats med Röda stjärnans orden och två gånger med Stora fosterländska krigets orden. Efter döden fick hon dessutom titeln Sovjetunionens hjälte. Den 1 oktober 1993 blev hon även postumt belönad med titeln Ryska federationens hjälte.